# Svjetski dan knjige i autorskih prava
Svjetski dan knjige i autorskih prava obilježava se 23. travnja svake godine kao simboličan datum u svjetskoj književnosti jer su toga dana 1616. godine umrli Miguel de Cervantes, i William Shakespeare te se sama zamisao zasniva na katalonskom običaju darivanja knjiga i ruža na dan Svetog Juraja.
UN-ova organizacija za obrazovanje, znanost i kulturu UNESCO, obilježava Svjetski dan knjige i autorskih prava uz pomoć brojnih izdavača, knjižara, učitelja i stručnjaka za komunikacije. UNESCO želi svakoga, a posebno mlade, potaknuti na čitanje te promicati izdavaštvo i zaštitu intelektualnog vlasništva putem zaštite autorskih prava. Odluka o obilježavanju Svjetskoga dana knjige i autorskih prava donesena je na Općoj konferenciji UNESCO-a održanoj u Parizu 1995. godine. 
UNESCO ima i druge programe vezane uz knjige i književnost. Godine 1948. organizacija je započela ambiciozan program s područja prevođenja, a jedan od glavnih dijelova toga programa jest Index Translationum, međunarodna bibliografija prijevoda koja sadrži podatke iz više od stotinu zemalja i omogućuje uvid u sve podatke o prevođenju nekoga djela. Usto, UNESCO svake druge godine dodjeljuje Nagradu za književnost za djecu i mlade u službi tolerancije za djela za mlade koja promiču uzajamno razumijevanje utemeljeno na poštovanju drugih naroda i kultura.